# Zgrada bivše klesarske radionice Bilinić
Zgrada bivše klesarske radionice Bilinić u Splitu, Zlodrina poljana 8, Hrvatska, zaštićeno je kulturno dobro.

## Opis
Građena je u 19. i 20. stoljeću. Radionica Pavla Bilinića u kojoj su klesarski zanat izučili kipari Ivan Meštrović i Toma Rosandić i u kojoj je, po nacrtima Bilinićeva tasta, graditelja Emila Vecchiettija, izrađen niz nadgrobnih spomenika i oltara za crkve diljem srednje Dalmacije. Podignuta je na prijelazu 19. u 20. st. Skladna jednokatnica nepravilnoga tlocrta, s malim dvorištem u začelju kuće. Uz skladište Belvardi, jedna je od rijetkih utilitarnih građevina sačuvanih na Zlodrinoj poljani, a ima i važno memorijalno značenje u splitskoj kulturnoj povijesti.

## Zaštita
Pod oznakom Z-4479 zavedena je kao nepokretno kulturno dobro - pojedinačno, pravna statusa zaštićena kulturnog dobra, klasificiranog kao profana graditeljska baština.